# Phùng Tá Chu
Phùng Tá Chu (chữ Hán: 馮佐周, 1191 - 1241), hay Hưng Nhân đại vương (興仁大王), là một đại thần nhà Lý và nhà Trần trong lịch sử Việt Nam. Ông có vai trò mấu chốt khiến Lý Chiêu Hoàng nhường ngôi cho Trần Thái Tông, và về giai thoại giữa ông và Linh Từ quốc mẫu. Ông là một đại thần hiếm hoi không phải người hoàng tộc Trần mà vẫn được phong tước Đại vương.

## Tiểu sử
Phùng Tá Chu quê ở Phụng Thiên (nay là làng Quảng Bá, quận Tây Hồ, Hà Nội), cha là Phùng Tá Khang (馮佐康), về sau phong làm Tả nhai đạo lục, tước Tả lang. Ông là quan Thái phó vào cuối đời Lý. Sau khi nhà Lý sụp đổ, ông theo nhà Trần, lập nhiều công trạng và được Trần Tự Khánh trọng dụng.
Năm 1211, Lý Huệ Tông cho đón Linh Từ quốc mẫu về cung, lệnh Phụng ngự Phạm Bố (范布) dẫn đầu đoàn đón tiếp, còn Trần Tự Khánh lệnh Phùng Tá Chu theo đoàn nghênh đón đưa Linh Từ về cung. Đến khi gần về đến, cả đoàn đụng độ quân giao chiến của Tô Trung Từ với Đỗ Quảng.
Khi Lý Huệ Tông nhường ngôi cho Lý Chiêu Hoàng, Trần Thừa trở thành Phụ quốc Thái úy, Trần Thủ Độ trở thành Điện tiền chỉ huy sứ, còn Phùng Tá Chu được phong làm Phụ quốc Thái phó, giúp đỡ việc triều chính. Còn Huệ Tông trở thành Thái thượng hoàng.
Tương truyền, khi Lý Chiêu Hoàng gặp gỡ Trần Cảnh, Phùng Tá Chu đã khuyên Huệ Tông Thượng hoàng truyền ngôi của Chiêu Hoàng cho trượng phu Trần Cảnh, với tài thuyết phục của mình ông đã khiến Huệ Tông đồng ý. Trần Cảnh lên ngôi tức Trần Thái Tông, sáng lập triều đại, ghi nhận công lao to lớn của Phùng Tá Chu.
Khi đó, quyền thế của ông chỉ dưới Thái thượng hoàng Trần Thừa và Thái sư Trần Thủ Độ.
Năm 1226, Trần Thái Tông cử ông đi trấn thủ Nghệ An, được quyền tự ý ban chức vị cho người dưới quyền, ban trước rồi tâu sau. Năm 1233, ông lại được cử đi duyệt định các sắc mục ở Nghệ An, rồi được phong tước Hưng Nhân vương (興仁王), trở thành một trong số ít Thân vương khác họ của triều đại nhà Trần.
Năm 1236, ông lại được cải phong làm Hưng Nhân đại vương (興仁大王). Năm 1239, ông làm Nhập nội Thái phó, trông coi việc xây dựng cung điện, rồi làm quản đốc công trình xây dựng 5 sở hành cung ở Thanh Hóa.
Năm 1241, ông mất và được phong Phúc thần, dân chúng thờ ông làm Thành Hoàng ở đình làng Quảng Bá, cùng thờ chung với Bố Cái Đại Vương Phùng Hưng, Từ Tống quân Từ mục.
Hiện tên của ông được đặt cho một con đường ở Quận Bình Tân, Thành phố Hồ Chí Minh..
Hiện mộ của ông hiện đang đặt tại khuân viên Đền Cao thị trấn Tây Đằng sớm được trùng tu và công nhận là di tích lịch sử 

## Giai thoại
Có giai thoại kể rằng, Linh Từ quốc mẫu từng yêu một người đàn ông trước khi trở thành Hoàng hậu của Lý Huệ Tông, đó là Phùng Tá Chu.
Phùng Tá Chu hơn Linh Từ 2 tuổi, khi đó là một chàng trai khỏe mạnh, có tư chất thông minh hơn người, lại là bạn thân và là em kết nghĩa của Trần Tự Khánh, anh ruột của Linh Từ. Trần Thủ Độ cũng thích Linh Từ, nên luôn tìm cách nói xấu Phùng Tá Chu trước mặt Trần Lý. Tuy nhiên, khi đó binh biến triều đình xảy ra, Huệ Tông hoàng đế chạy đến Hải Ấp, và Linh Từ phải chấm dứt mối tình đầu của mình. Sau khi nhà Lý sụp đổ, Phùng Tá Chu theo nhà Trần, lập nhiều công trạng và được nhà Trần trọng dụng.